# Кадино (Смоленская область)
Кадино— деревня в Смоленской области России, в Монастырщинском районе. Население — 204 жителя (2007 год). Расположена в западной части области в 25 км к юго-западу от Монастырщины, в 9,5 км к востоку от границы с Беларусью на правом берегу реки Городня. Входит в состав Татарского сельского поселения.

## История
Считается, что название деревни возникло в эпоху татаро-монгольского ига, в переводе с татарского кади — судья. Но поскольку в источниках появляется значительно позже, то более вероятной представляется связь с татарами, живущими в Великом Княжестве Литовском. Впервые упоминается во время войны с Речью Посполитой в 1632—1634 годах, как острожек, подвергавшийся нападению со стороны отряда Ивана Балаша. Входила в Мстиславльское воеводство Великого Княжества Литовского. В 1666—1667 годах во время переговоров по Андрусовскому перемирию было резиденцией польских послов. В 1783 году в межевой книге упоминается как владение графа Потея Л. А. (население села составляло 3334 человек). В селе был костёл, церковь, 2 мельницы, проводилась ярмарка. В 1906 году в селе произошло крупное выступление крестьян против правительства, было подавлено ротой Александровского полка из Мстиславля.

## Инфраструктура
Средняя школа.

## Достопримечательности
- Памятные знаки на братских могилах 300 и 20 жителей деревни, расстрелянных гитлеровцами 10 и 14 октября 1941 соответственно.